# فيرن كوتون
فيرن وود (بالإنجليزية: Fearne Cotton)‏ (ولدت في 3 سبتمبر 1981) عرفت مهنيا باسمها كوتون، مذيعة إذاعية وتلفزيونية إنجليزية اشتهرت بتقديم عدد من البرامج التلفزيونية الشعبية مثل توب أوف ذي بوبس وتيلثونس.

## روابط خارجية
- الموقع الرسمي
- فيرن كوتون على موقع IMDb (الإنجليزية)
- فيرن كوتون على موقع ميوزك برينز (الإنجليزية)
- فيرن كوتون على موقع قاعدة بيانات الفيلم (الإنجليزية)
- Pictures of Fearne
- Fearne by Fearne Cotton for Mini Club